# Wólka Małkowa
Wólka Małkowa – wieś w Polsce położona w województwie podkarpackim, w powiecie przeworskim, w gminie Tryńcza.
W latach 1975–1998 miejscowość administracyjnie należała do województwa przemyskiego.
Na terenie wsi znajduje się przystanek osobowy PKP Tryńcza (linii kolejowej Przeworsk-Rozwadów).
Nieopodal Wólki Małkowej (na gruntach wsi Chodaczów) znajduje się austro-węgierska ufortyfikowana strażnica kolejowa przy zabytkowym moście kolejowym na Wisłoku. Zbudowana ok. 1905 roku, używana w czasie I wojny światowej, jest jedyną zachowaną w Podkarpackiem

## Części wsi
| SIMC    | Nazwa             | Rodzaj    |
| ------- | ----------------- | --------- |
| 0612275 | Koło Stacji       | część wsi |
| 0612281 | Stare Wisłoczysko | część wsi |

## Historia
Wieś powstała w XV wieku. W 1762 roku według wzmianki w aktach właściciela Klucza Trynieckiego Pawła Benoe mieszkańcami gromady Wólka Małkowa byli: Marek Anioł, Marcin Głowacki, Tomek Kornafel, Tomek Kozak, Jędrzej Małek, Maciek Małek, Walek Moskal, Marcin Myłek, Marcin Przybyszyk, Wojtek Pucia, Pucia Wdowa, Jan Sosnowy, Grzegorz Sosnowy, Sobek Sosnowy, Szymek Wojtyna, Błazek Zalot, Marcin Zalot, Błazek Zarobnikow.
Wólka Małkowa należy do parafii w Gniewczynie Łańcuckiej. Od 1971 roku odprawiano msze święte w domu prywatnym. W 1995 roku podjęto decyzję o budowie kościoła filialnego. 4 października 1999 roku ks. dziekan prał. Stanisław Szałankiewicz poświęcił plac pod budowę kościoła. 21 lipca 2001 roku nowy murowany kościół został poświęcony przez abpa Józefa Michalika, pw. Matki Bożej Częstochowskiej.
W latach 1911–2009 we wsi istniała szkoła podstawowa.
9 października 2019 roku w wyremontowanym budynku dawnej szkoły otwarto Dzienny Dom Seniora "Dom Miłosierdzia im. św. Wincentego a Paulo".

## Osoby związane z miejscowością
- kpt. Franciszek Bożek „Ramzes”